# Astragalus valerii
Astragalus valerii är en ärtväxtart som beskrevs av N.Ulziykh. Astragalus valerii ingår i släktet vedlar, och familjen ärtväxter. Inga underarter finns listade i Catalogue of Life.